# Cha-U-Kao
Cha-U-Kao est le nom de scène d'une danseuse de cabaret et clownesse française  qui se produit au Moulin-Rouge et au Nouveau Cirque dans les années 1890. Elle apparaît souvent dans les œuvres du peintre Henri de Toulouse-Lautrec.

## Biographie
Son nom de scène à la sonorité japonaise est un mélange des mots chahut, une danse populaire bruyante semblable au cancan, et chaos en raison de l'effet qu'elle produit une fois arrivée sur scène,. 
Elle démarre comme gymnaste et Maurice Guibert la photographie, capturant sa jeune personnalité en contraste avec les représentations ultérieures de Toulouse-Lautrec,,.
Plus tard dans sa vie, elle travaille comme clown ou « clownesse  » parisienne.  Ses performances de clown comprennent un « costume noir et jaune distinctif avec ses cheveux noués sur sa tête ». Toulouse-Lautrec la représente dans une série de peintures et elle est rapidement l'une des modèles préférées du peintre. Il est fasciné par cette femme qui ose choisir la profession traditionnellement masculine de clown et n'a pas peur de déclarer ouvertement qu'elle est lesbienne.
Dans sa suite de lithographies intitulées Elles sur un couple de lesbiennes vivant de la prostitution et de leur spectacle,, Toulouse-Lautrec la dessine avec sa partenaire. On pense que sa partenaire est Gabrielle la danseuse, une autre artiste et modèle pour Toulouse-Lautrec. 
En 1979, l'historienne de l'art Naomi Maurer identifie Cha-U-Kao dans le travail du peintre dans le cadre d'une exposition à l'Art Institute of Chicago cette année-là,.

## Galerie

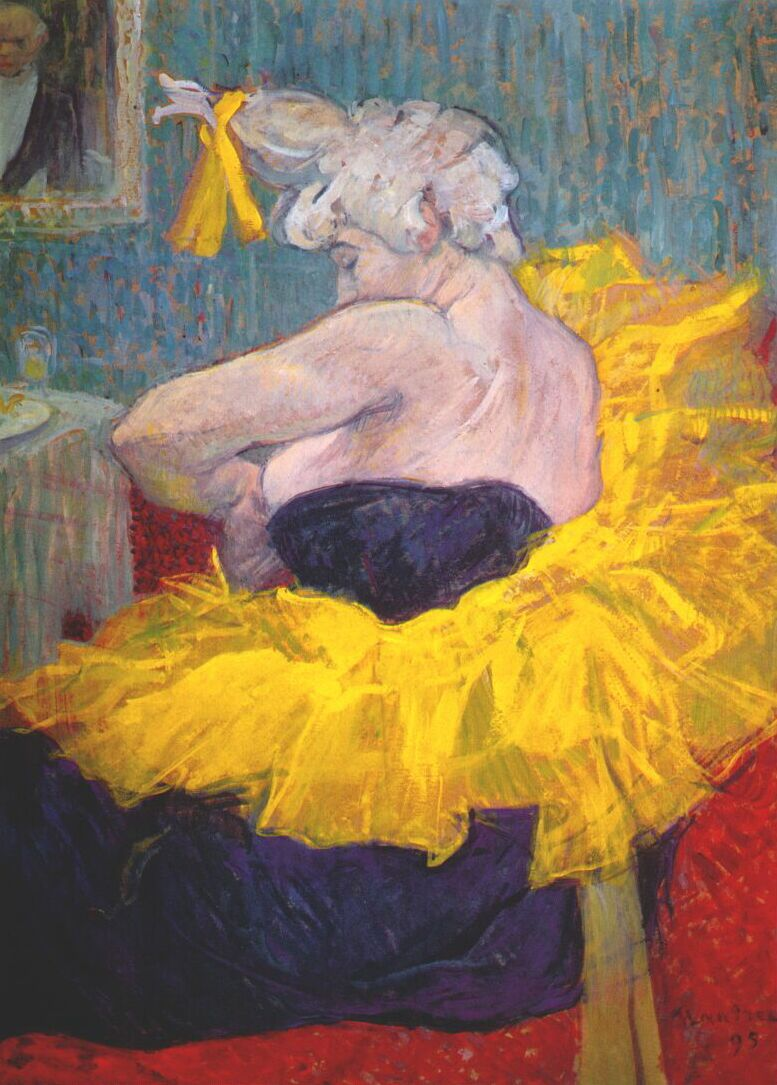
clownesse Cha-u-kao, 1895, Musée d'Orsay
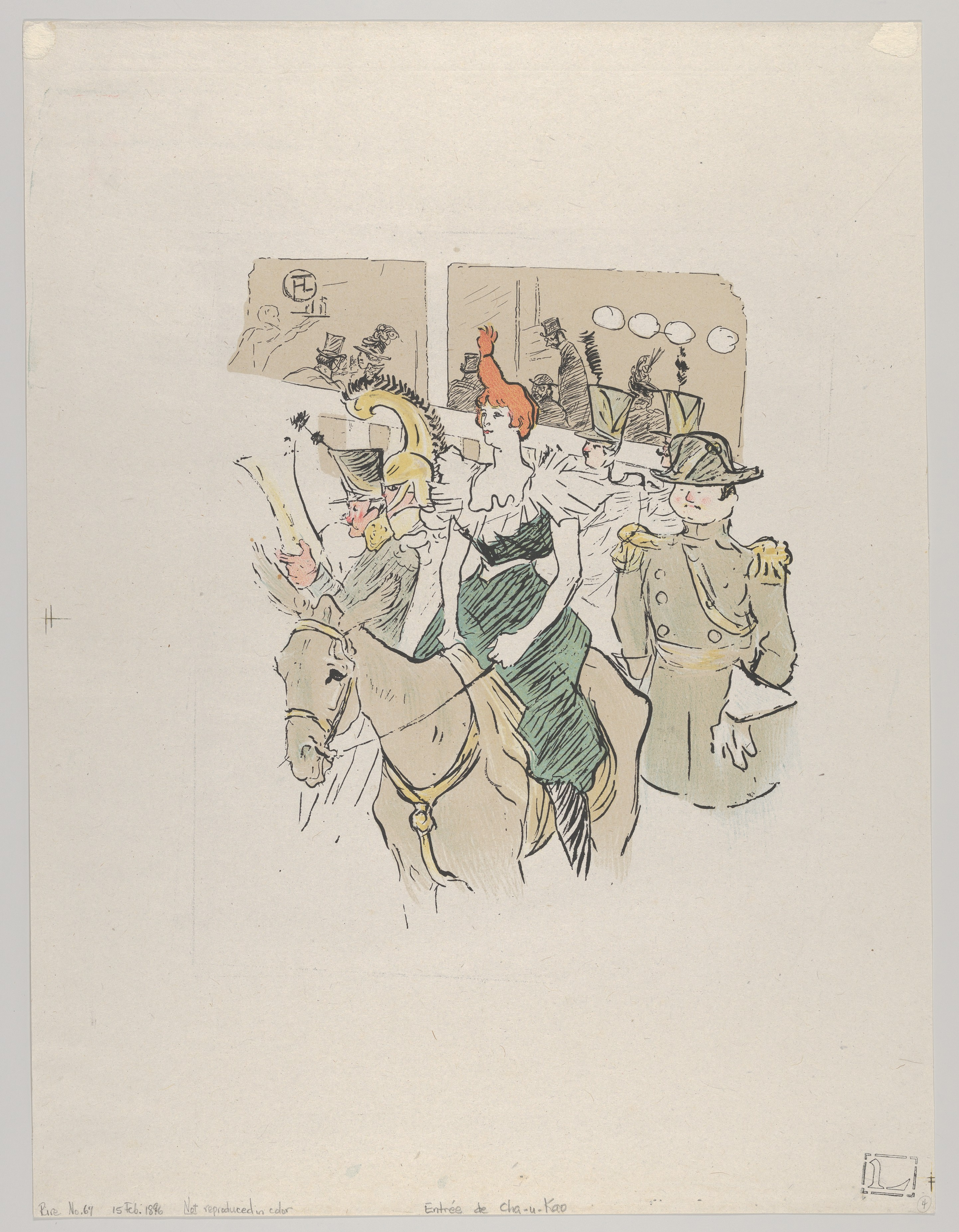
Au Moulin-Rouge: Entrée de Cha-u-Kao, illustration dans Le Rire, No. 67, 15 février 1896
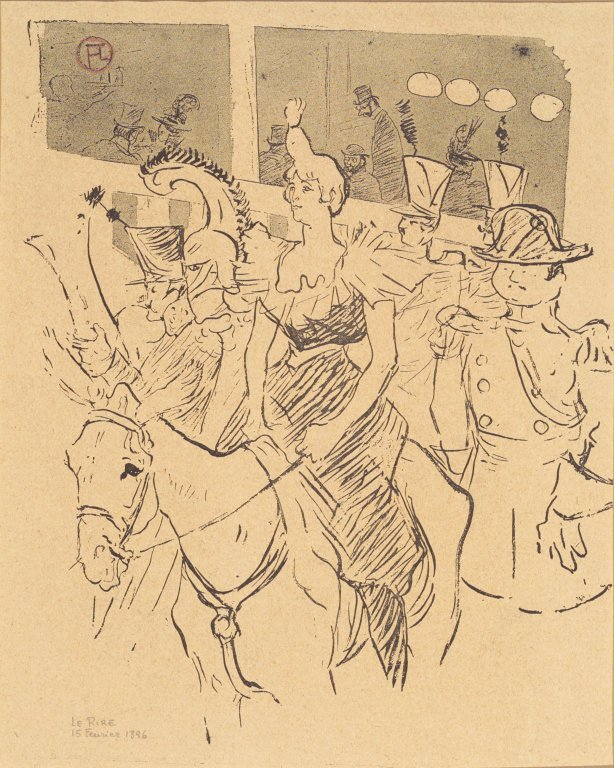
Entrée de Cha-U-Kao, Le Rire, Brooklyn Museum
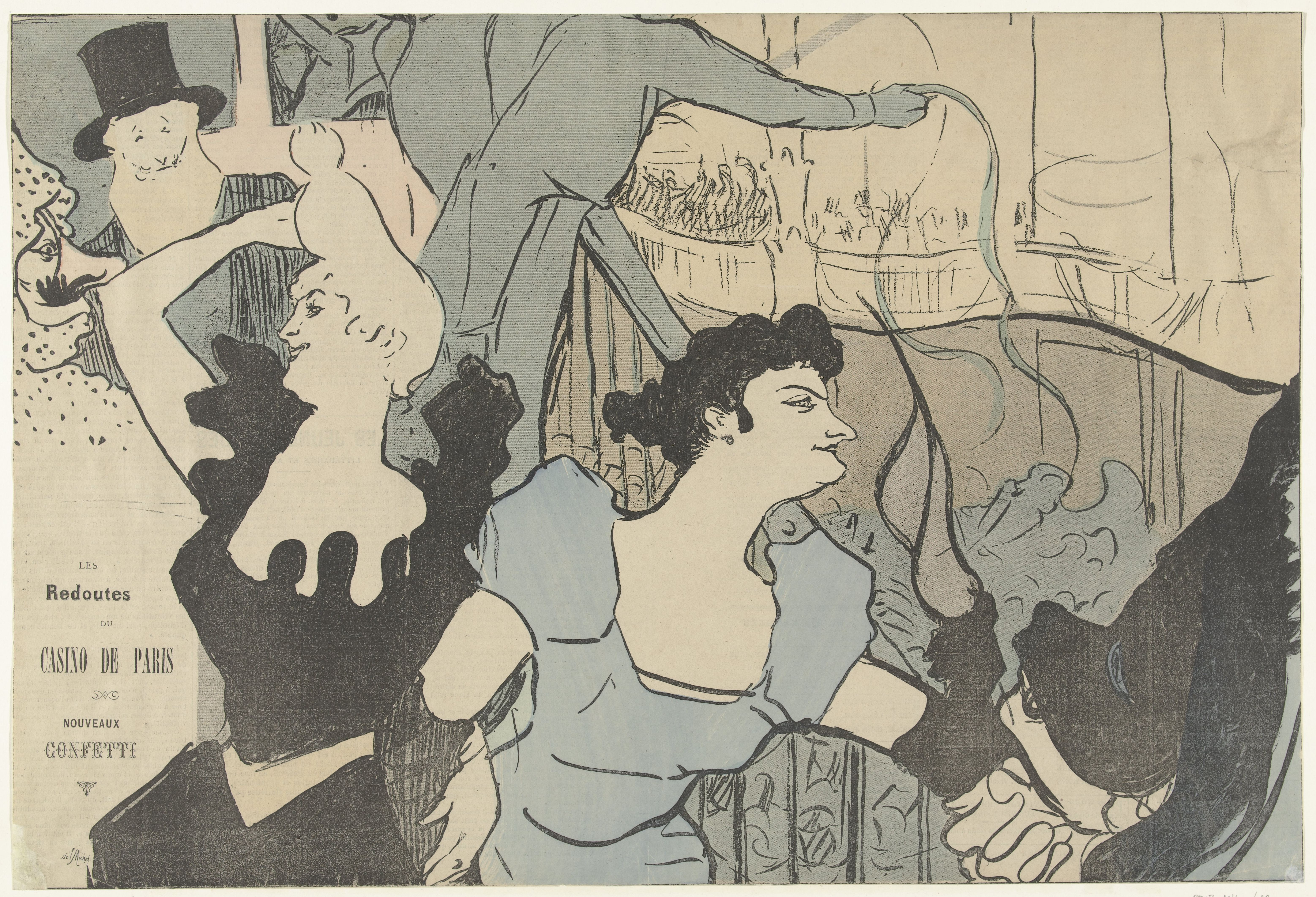
Affichette pour le bal masqué au Casino de Paris avec les portraits de Cha-u-kao et Yvette Guilbert, Les Redoutes du Casino de Paris
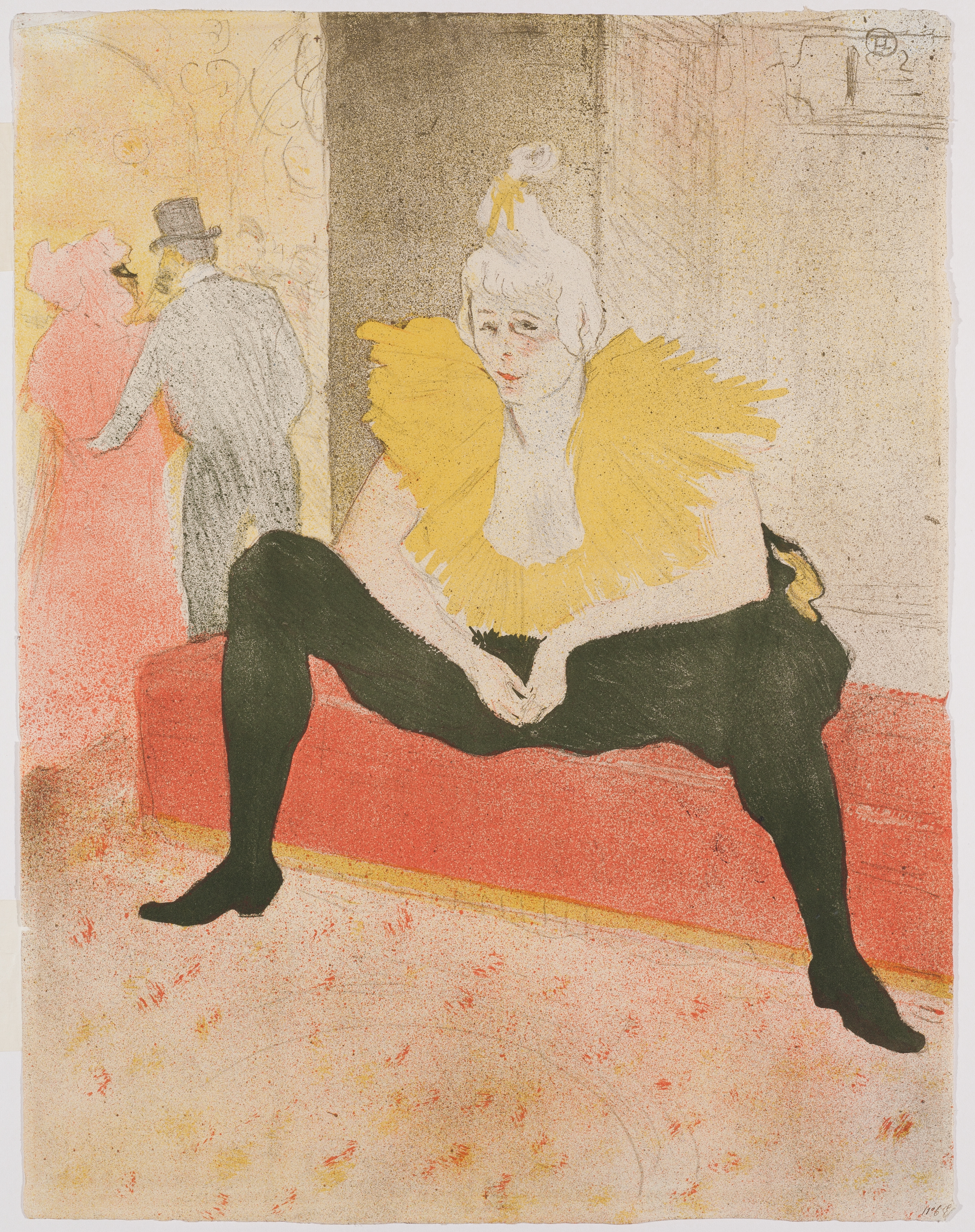
Mademoiselle Cha-u-ka-o, Elles, 1896